# Mabel Collins

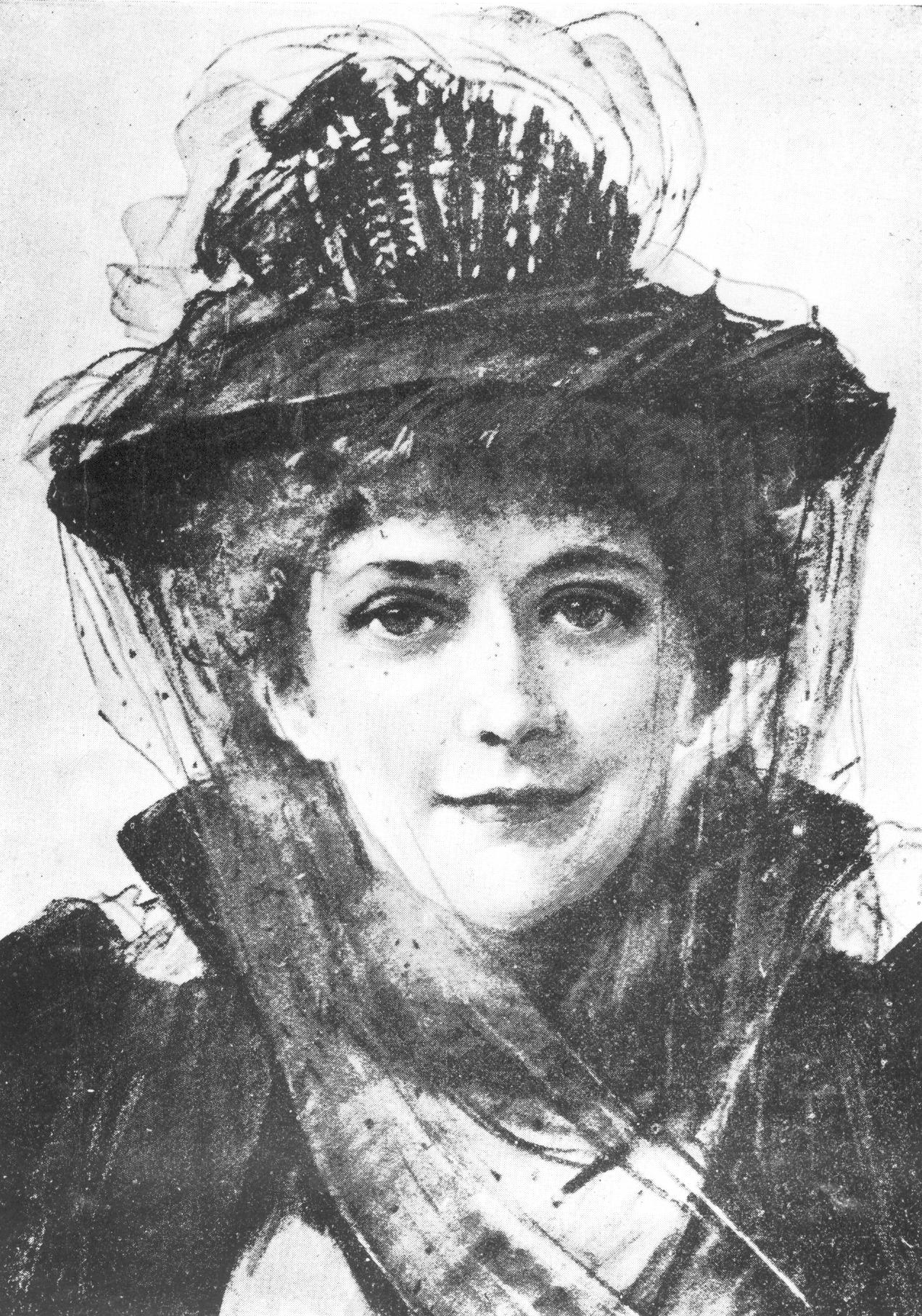
Mabel Collins

Mabel Collins (St Peter Port, 9 september 1851 - 31 maart 1927) was een Britse theosofe en auteur van meer dan 46 boeken. Ze was schrijfster van populaire occulte romans en voerde actie tegen vivisectie. Haar bekendste werk is Light on the Path (Licht op het pad, 1885).

## Familie en huwelijk
Minna Mabel Collins werd geboren in St Peter Port, Guernsey, als negende kind van de dichter-journalist Edward James Mortimer Collins en de koopmansdochter Susanna Hubbard. Ze volgde geen les op school en leerde dichtkunst en filosofie van haar vader. 3 Augustus 1871 huwde ze met Keningale Robert Cook in de St. Peters Church in Knowl Hill. Hij had zijn opleiding aan het Rugby and Trinity College in Dublin genoten. Zijn doctoraat in de Rechten behaalde hij in 1875. Hij schreef artikelen voor het tijdschrift Woman en daar begon ook Mabel schrijfwerk te publiceren. Ze schreven vooral over educatie, de rol van de vrouw en de kunsten.
Hun huwelijk was niet gelukkig, Mabel verveelde zich en ze scheidden in februari 1885. Robert stierf in juni 1886 en liet haar genoeg geld na om enige jaren comfortabel van te kunnen leven.
Voor ze zich met theosofie ging bezig houden, werd Mabel een bekend medium. In haar latere jaren was ze echter een uitgesproken tegenstander van 'Spiritisme'. Ze had het idee dat de ervaringen bij een seance in hoge mate gevaarlijk waren: een visie die overeenkwam met die van Blavatsky en haar Meesters.

## Theosofie
In 1881 las Mabel Blavatsky's eerste boek Isis Ontsluierd en ze werd een regelmatige bezoeker van de dinsdagmiddagen bij de Sinnetts. In april 1884 bracht Helena Blavatsky (1831-1891), grondlegster van de theosofie, een bezoek aan Londen. Ze ontmoetten elkaar kort op 8 november 1884, voordat Blavatsky naar India terugkeerde. Volgens Blavatsky zagen ze elkaar in de herfst van 1884 bij twee of drie gelegenheden, altijd in de aanwezigheid van anderen. In dit jaar schreef Mabel Light on the Path, dat een 'theosofische klassieker' zou worden.
Blavatsky verhuisde in 1887 voor vier maanden naar 'Maycott', het huis van Mabel Collins in Upper Norwood in Londen. De twee vrouwen startten in november 1887 het maandelijkse tijdschrift Lucifer (lichtbrenger). Ze werkten tot februari 1889 samen als editor, toen Mabel ontslag nam.

### Coues-Collins affaire
Professor Elliott Coues probeerde, na uit de Theosophical Society te zijn gezet, Blavatsky in diskrediet te brengen in een artikel van 11 mei 1889 in The Religio-Philosophical Journal. Daarin gebruikte hij als bewijs een ongedateerde notitie zonder handtekening, die door Mabel Collins in 1885 aan hem zou zijn gestuurd. Coues deed onderzoek naar het auteurschap van Collins' Light on the Path en vroeg haar of ze door 'Koet Hoemi' was gedicteerd. Volgens de notitie zouden de Mahatma's (Meesters) en met name Koet Hoemi, het schrijven van het boek hebben geïnspireerd. Blavatsky maakte snel en daadkrachtig bezwaar tegen Coues' artikel in een brief aan Light op 1 juni 1889. Op 1 juni schreef Coues een tweede brief aan de Religio-Philosophical Journal, waarin hij zei nu Collins brief uit 1885 (door hem zelf verzonnen) 'woord voor woord' te citeren: 'De schrijfster van The Gates of Gold [pas in 1887 uitgegeven] is Mabel Collins, aan wie dit evenals Licht op het pad en De idylle van de witte lotus was gedicteerd door een van de adepten van de groep die via Mw. Blavatsky voor het eerst in contact kwam met de westerse wereld. We kunnen de naam van deze inspirator niet geven, omdat de persoonsnamen van de Meesters al genoeg zijn ontheiligd.' In werkelijkheid kreeg HPB Licht op het pad pas in 1886 onder ogen, toen Arthur Gebhard haar in Duitsland een exemplaar gaf.
Coues kocht ook van christelijke zendelingen de (vervalste) 'Balavatsky-Coulomb brieven' in verband met het 'Hodgson Rapport', dat Blavatsky en de theosofie onderuit wilde halen. De brieven verdwenen toen en konden daardoor nooit meer worden onderzocht. Bovendien betichtte hij Blavatsky er van het leven te hebben geschonken aan het jonggestorven, gehandicapte jongetje Yuri. De krant de New York Sun, waarin Coues het artikel daarover op 20 juli 1890 liet publiceren, moest het bericht 26 september 1892 rectificeren en zich verontschuldigen. Blavatsky was toen al overleden.
Collins werd in april 1889 uit de Theosophical Society gezet om tantrische praktijken en het aangaan van verschillende amoureuze verhoudingen binnen de theosofische kring. 'Volgens HPB 'brak ze haar geloften en werd schuldig aan het zwartste verraad en ontrouw aan haar HOGERE ZELF. En toen ik haar noch haar vriend Michael Angelo Lane in de ES kon handhaven, heeft het tweetal de hele Society in beroering gebracht met hun laster en leugens.' ' Het gerucht ging dat ze ook lid was van Golden Dawn. Collins stelde 18 april 1889 in een brief aan Coues dat zij, ontvankelijk daarvoor in haar aanvankelijke bewondering voor Blavatsky onder wiens leiding ze toen (in 1885) studeerde (Blavatsky was toen in India), door de laatste gedwongen was (in 1885) te onthullen dat Light on the Path haar gedicteerd zou zijn door de Mahatma Koet Hoemi. Nu verklaarde Mabel Collins 'dat 'Licht op het pad' bij mijn weten niet door iemand werd geïnspireerd; maar dat ik het geschreven zag op de muren van een plaats die ik in de geest bezoek...daar las ik het en schreef het op. Ik heb zelf nooit een bewijs gekregen van het bestaan van enige Meester; maar ik geloof (als altijd) dat de mahatmische kracht moet bestaan.' Het was HPB, die de adept die Collins de drie genoemde boeken dicteerde, identificeerde als Hilarion, een Griekse leraar, die ook met Blavatsky samenwerkte bij haar eigen verhalen. Licht op het pad werd zelfs in het Sanskriet vertaald. Het 'behoort tot en komt voort uit dezelfde school van Indo-iraans en boeddhistisch denken als de leringen in De Geheime Leer ' (Blavatsky).
In juli 1890 begon de rechtszaak, die Mabel Collins tegen HPB had aangespannen, maar de zaak werd onmiddellijk beëindigd toen HPB's advocaat aan haar eigen advocaat een brief van Collins liet zien. 'De inhoud van deze brief is nooit onthuld'

## Invloed
Light on the Path, Through the Gates of Gold en Idyll of the White Lotus zijn door theosofen wereldwijd gelezen en in verschillende talen vertaald.

## Antivivisectie
Mabel Collins stichtte de  Incorporated Parliamentary Association for the Abolition of Vivisection, geregistreerd op 22 februari 1907.
- Biblioteca Nacional de España: XX854612
- Bibliothèque nationale de France: cb118973618 (data)
- Gemeinsame Normdatei: 119180898
- International Standard Name Identifier: 0000 0000 7140 3385
- Library of Congress Control Number: n86109411
- Nationale Bibliotheek van Letland: 000110075
- Nationale Bibliotheek van Tsjechië: mzk2012713123
- Nationale Bibliotheek van Israël: 987007271437305171
- Nederlandse Thesaurus van Auteursnamen: 069512302
- Istituto Centrale per il Catalogo Unico: CFIV090108
- SNAC: w6m65r48
- Système universitaire de documentation: 026795299
- Trove: 1179880
- Virtual International Authority File: 2468470
- WorldCat: E39PBJmpbywmK33CYt7qyG9bh3